# Фальер, Витале
Витале Фальер (итал. Vitale Falier; умер в декабре 1095 или 1096) — 32-й дож Венеции с 1084 по 1095/1096 год, преемник дожа Доменико Сельво, который был низвергнут народом после поражения, нанесённого ему Робертом Гвискаром.
Заключил договор с византийским императором Алексеем I Комнином и получил от него титул протосебаста. Он нашёл тело евангелиста Марка и похоронил его в базилике св. Марка. Пилигримы, приходившие на празднество в честь этого события, получали от Папы отпущение грехов. Фальер дал значительные льготы посещавшим празднества купцам и этим способствовал возникновению знаменитой ярмарки св. Марка.
Умер в декабре 1095 или 1096 года.